# 鸢鞮
鸢鞮，又作苑支，春秋时期白狄族建立的鼓国（今河北省晋州市附近）末代国君，被称为鼓子鸢鞮。
前527年，晋国荀吴（中行穆子）率军攻打白狄鲜虞氏，分兵包围鼓国。鼓国外无鲜虞援助，内无粮草，力竭归降晋国，鸢鞮被晋军俘虏。晋国在宗庙里进献战利品以后，就释放鸢鞮回国安抚部众。前521年，鼓国投奔鲜虞氏反晋。前520年，荀吴巡视东阳，派军队伪装籴米的人，背着皮甲在鼓国都城昔阳（今河北省晋州市西北）城门外休息。荀吴乘机率军攻克昔阳，鸢鞮再次被俘，鼓国被灭。